# پل گرین (تکواندوکار)
پل گرین (انگلیسی: Paul Green؛ متولد ۱۶ فوریه ۱۹۷۷) یک بازیکن سابق بین‌المللی تکواندو در انگلیس، بازیکن تیم ملی بریتانیا، مربی تیم ملی بریتانیا و مربی فعلی تیم ملی تکواندو ایالات متحده است.
گرین در منچستر انگلیس متولد شد. وی پس از آزمون موفقیت‌آمیز و انتخاب شدن برای تیم ملی بریتانیا، در المپیک ۲۰۰۴ آتن رقابت کرد. گرین اکنون مربی تیم ملی تکواندو ایالات متحده است.
گرین به عنوان مربی مدال طلای المپیک ۲۰۱۲ و ۲۰۱۶ و مدال طلای قهرمانی جهان در سالهای ۲۰۱۵ و ۲۰۱۷ را بدست آورد.